# Unterenzenau
Unterenzenau ist ein Gemeindeteil von Bad Heilbrunn im oberbayerischen Landkreis Bad Tölz-Wolfratshausen. Der Weiler liegt circa einen Kilometer südlich von Bad Heilbrunn.

## Baudenkmäler
Siehe auch: Liste der Baudenkmäler in Bad Heilbrunn#Andere Ortsteile
- Bauernhaus